# Rezerwat przyrody Florianów
Rezerwat przyrody Florianów – rezerwat przyrody nieożywionej położony w gminie Mrozy (powiat miński, województwo mazowieckie), w leśnictwie Jeziorek (Nadleśnictwo Mińsk). Jest największym rezerwatem powiatu mińskiego i jednym z największych rezerwatów przyrody województwa mazowieckiego.
Zajmuje powierzchnię 406,63 ha (akt powołujący podawał 406,04 ha). Wokół rezerwatu utworzono otulinę o powierzchni 588,5583 ha. Na mocy planu ochrony ustanowionego w 2017 roku, rezerwat jest objęty ochroną czynną.

## Podstawa prawna
Rezerwat powołany został Zarządzeniem Ministra Ochrony Środowiska, Zasobów Naturalnych i Leśnictwa z dnia 8 lipca 1991 r. (M.P. z 1991 r. nr 25, poz. 172).
Celem ochrony jest zachowanie, ze względów naukowych, dydaktycznych i krajobrazowych, interesujących i dobrze zachowanych form geomorfologicznych pochodzenia lodowcowego i wodnolodowcowego, głównie: ozu, moreny czołowej oraz wydmy parabolicznej. Przedmiotem ochrony jest las porastający te formy.

## Klasyfikacja rezerwatu
Według obowiązujących kryteriów rozporządzenia Ministra Środowiska z 30 marca 2005 r. w sprawie rodzajów, typów i podtypów rezerwatów przyrody, pod względem rodzaju, rezerwat „Florianów” jest rezerwatem przyrody nieożywionej (N). Dalej, ze względu na dominujący przedmiot ochrony rezerwat można zaklasyfikować jako: typ – geologiczny i glebowy (PGg), podtyp – skał, minerałów, osadów, gleb i wydm (smg). Natomiast ze względu na główny typ ekosystemu, jako rezerwat leśny i borowy (EL), podtyp lasów mieszanych nizinnych (lmn).

## Budowa geologiczna
Rezerwat obejmuje największy sfalowany oz i wydmę paraboliczną na Nizinie Południowopodlaskiej oraz dobrze zachowaną morenę czołową. Są one budowane przez czwartorzędowe osady o miąższości 60–100 m, będące pozostałością procesów akumulacji lodowcowej. Cały obszar rezerwatu wznosi się na piaszczystym sandrze położonym w północno-zachodniej części pradoliny Kostrzynia, której dno znajduje na wysokości ok. 140 m n.p.m.

### Wydma paraboliczna
Północną część rezerwatu zajmuje eoliczna wydma paraboliczna osiągająca wysokość 147 m n.p.m., zbudowana z drobnego materiału skalnego, nawiewanego z sąsiedniego ozu oraz moreny czołowej.

### Oz
Środkowa część rezerwatu ukształtowana jest w formie ozu, którego oś długa przebiega w kierunku północ-południe. Na kulminacjach wał osiąga wysokość 155 m n.p.m. w części północnej oraz 168 m n.p.m. w części południowej. Oz na obszarze rezerwatu zbudowany jest z przemytego, warstwowanego materiału wodnolodowcowego. Na wschód i zachód od ozu, w miejscach mis wytopiskowych po martwym lodzie, znajdują się podmokłe obniżenia wypełnione płytkimi torfami i namułami torfiastymi. Odwadniają je dwa lokalne cieki wpływające do rzeki Witówki, lewobrzeżnego dopływu Kostrzynia.

### Morena czołowa
Południową część rezerwatu zajmuje morena czołowa, osiągająca w południowej części 172,7 m n.p.m.

## Flora i fauna
Większa część rezerwatu porośnięta jest lasem z panującymi gatunkami: olszą, sosną, brzozą i dębem, na różnych siedliskach: bór świeży, kwaśna dąbrowa, grąd, ols, łęg olszowo-jesionowy. Na ozie dominują drzewostany sosnowe, na wydmie sosnowo-brzozowe, natomiast na obszarach podmokłych obniżeń – olszowe. Przyczynia się to do znacznego różnicowania fitosocjologicznego – występują tu obok siebie bory świeże (Leucobryo-Pinetum), bory wilgotne (Molinio-Pinetum), bory bagienne (Vaccinio uliginosi-Pinetum), bory mieszane świeże (Querco roboris-Pinetum), grądy subkontynentalne (Tilio-Carpinetum), łęgi jesionowo-olszowe (Fraxino-Alnetum), olsy porzeczkowe (Ribeso nigri-Alnetum), a spośród zbiorowisk nieleśnych m.in. zespół turzycy błotnej (Caricetum acutiformis) oraz kwaśne młaki niskoturzycowe (Caricion nigrae).
Na terenie rezerwatu stwierdzono 271 gatunków roślin naczyniowych oraz 12 gatunków mszaków, w tym następujące gatunki chronione: kukułka szerokolistna (Dactylorhiza majalis), mącznica lekarska (Arctostaphylos uva-ursi), nasięźrzał pospolity (Ophioglossum vulgatum), widłak jałowcowaty (Lycopodium annotinum), torfowiec błotny (Sphagnum palustre), gruszyczka mniejsza (Pyrola minor), gruszyczka okrągłolistna (Pyrola rotundifolia). Z obszaru rezerwatu podawano co najmniej 85 gatunków kręgowców, w tym 57 gatunków ptaków, m.in. bociana czarnego (Ciconia nigra), żurawia (Grus grus), dzięcioła białogrzbietego (Dendrocopos leucotos), dzięcioła czarnego (Dryocopus martius) czy lerkę (Lullula arborea).

## Zabytki kultury i historii
Na terenie rezerwatu znajdują się dwa obiekty zabytkowe: leśniczówka – murowany dworek z przełomu XIX/XX w. oraz ceglana kolumna, nazywana przez okolicznych mieszkańców „Białym słupem”, wybudowana po mającej tu miejsce w 1798 r. nagłej śmierci Floriana Cieszkowskiego, starosty kleszczelowskiego i kawalera Orderu św. Stanisława przez jego syna.

## Powiązanie z innymi obszarami chronionymi
Rezerwat „Florianów” położony jest w południowo-wschodniej części Mińskiego Obszaru Chronionego Krajobrazu oraz w części południowej obszaru specjalnej ochrony ptaków sieci Natura 2000 „Dolina Kostrzynia” PLB140009. W pobliżu rezerwatu znajdują się: specjalny obszar ochrony siedlisk „Rogoźnica” PLH140036 oraz rezerwaty przyrody „Torfowisko Jeziorek”, „Barania Ruda”, „Przełom Witówki”, „Rogoźnica” i „Rudka Sanatoryjna”.